# Kirschgarten

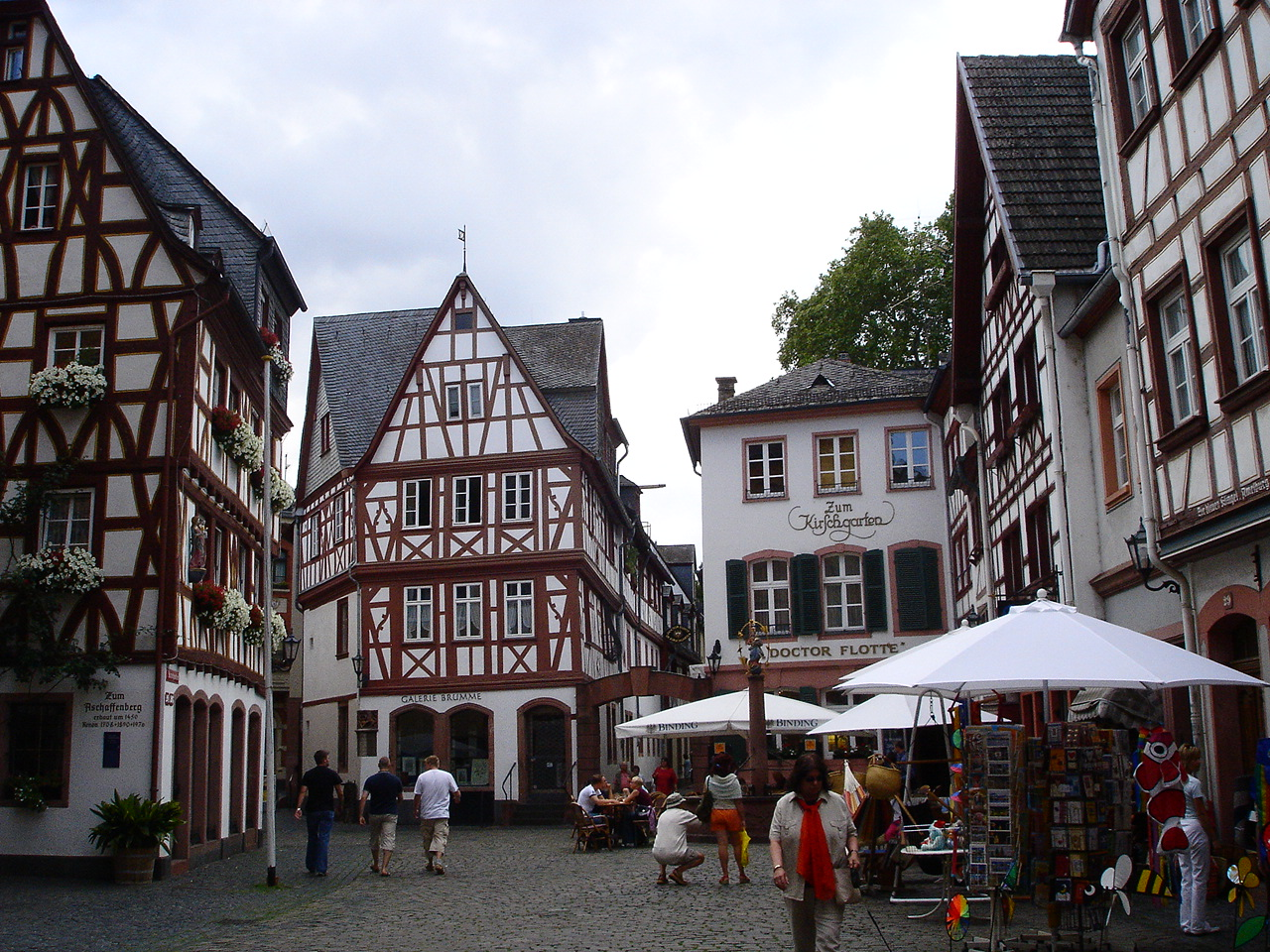
Kirschgarten con la casa Zum Aschaffenberg, dietro la fontana la casa natale di Kathinka Zitz-Halein

Kirschgarten  (frutteto dei ciliegi) è una piazza con edifici a graticcio nel centro storico di Magonza. Le caratteristiche culturali sono le linee delle case a graticcio che sono poste in parallelo e collegate da un vicolo al "Weihergarten".

## Storia
La piazza esisteva già nel 1329 chiamata "nel frutteto dei ciliegi". Faceva parte dell'espansione della Nova Civitas, nel XIII e XIV secolo, ed era abbastanza densamente popolata, come mostra il piano svedese del 1625/1626. Johann Albinus, alla fine del XVI secolo, vi impiantò una macchina da stampa realizzata da Friedrich Hewmann (Heumann) nella casa zum Sewlöffel (Saulöffel) nel frutteto dei ciliegi.
Inizialmente, era uno spazio chiuso dell'ampiezza di una casa in quella che allora era Augustinergasse. Apparteneva al capitolo della cattedrale di Magonza. L'architettura delle case risale al XV-XVIII secolo. Il vicolo conosciuto oggi come Kirschgarten nel XVI secolo era chiamato die kleine Schöffergasse ("il piccolo Schöffergasse"). Durante l'amministrazione francese al tempo del Consolato e del Primo Impero, la piazza era chiamata Jardin des cerisiers. La parte inferiore della Kirschgartengasse fu aperta solo alla fine del XVIII secolo e si espanse nel posto in cui è oggi. Nel frattempo venne creato un collegamento con la Schönbornstrasse. Dal 1976 al 1979 è stata ampiamente rinnovata.
Il 3 settembre 1932, la Mainzer Verschönerungsverein, in sostituzione di una vecchia fontana in ferro, donò la Kirschgartenbrunnen (chiamata anche: Marienbrunnen o Madonnenbrunnen), che è ancora oggi sulla piazza. L'arenaria rossa necessaria per la costruzione della fontana fu presa da strutture decorative tratte dal ponte Theodor-Heuss-Brücke. Su questa fontana c'è una copia di una statua della Vergine Maria di Harxheim, chiamata la Madonna di Harxheim, realizzata da Jean Sauer, sul cui fondo è visibile un rilievo dello scultore Carl Moritz Hoffmann. Mostra la Cappella di Blasio, che costituiva l'ingresso al Kirschgarten fino al 1803.
Zum Aschaffenberg, costruita intorno al 1500, è la più antica casa a graticcio di Magonza, ancora oggi parzialmente conservata. 

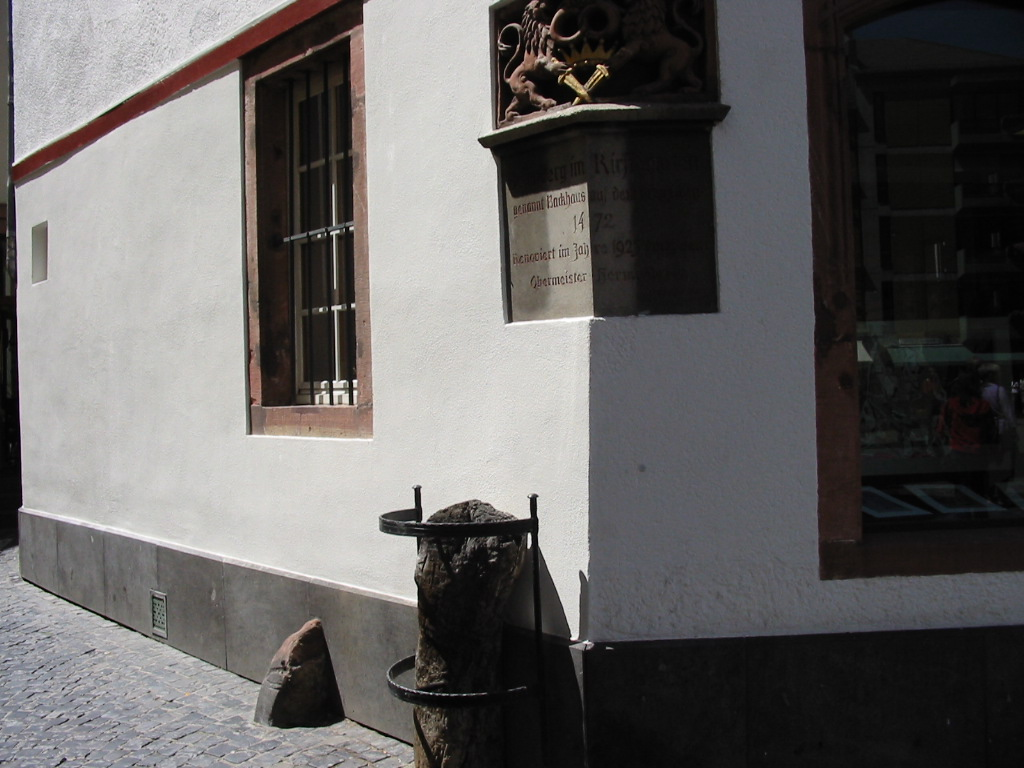
Tronco d'albero pietrificato nella casa al n. 19

All'angolo della casa Zum Beimburg (numero 19) si trovano i resti di un tronco d'albero. Tuttavia, come spesso si dice, questo non è un tronco di ciliegio (proveniente da un precedente frutteto di ciliegio), ma il resto quasi pietrificato di una quercia o di un albero simile.